# Берри, Джон
Джон Берри (англ. John Berry, имя при рождении Джек Шольд (англ. Jak Szold; 6 сентября 1917[…], Бронкс, Нью-Йорк — 29 ноября 1999[…], Париж) — американский кинорежиссёр середины XX века, работавший также во Франции.
Среди наиболее высоко ценимых картин Берри — «У мисс Сьюзи Слэгл» (1946), «Начиная с этого дня» (1946), «Крепость» (1948), «Напряжённость» (1949), «Он бежал всю дорогу» (1951), «Я сентиментален» (1955), «Таманго» (1958), «Майя» (1966), «Клодин» (1974) и «Босман и Лена» (2000).
В 1951 году после включения в Голливудский чёрный список Берри был вынужден перебраться во Францию, где жил и работал вплоть до 1964 года.

## Ранние годы и начало карьеры
Джон Берри родился 6 сентября 1917 года в Бронксе, Нью-Йорк, Нью-Йорк, США, под именем Джек Шольд в семье иммигрантов. У его родителей был успешный ресторан рядом с театром на 38-й улице, где юный Джек впервые увидел спектакли. Эти посещения вдохновили его стать актёром, хотя мать хотела, чтобы он стал юристом или профессиональным борцом.
Он стал выступать на эстраде с 4 лет. В подростковом возрасте он стал профессиональным борцом под именем Джекки Солд (Jackie Sold), записав на свой счёт пять побед. В какой-то момент его отец стал богатым ресторатором, которому принадлежало 28 ресторанов.
В эпоху Великой депрессии семья потеряла все свои активы, и Берри был вынужден зарабатывать на жизнь, рассказывая анекдоты в курортных гостиницах Кэтскилла за 5 долларов в неделю, где он выступал в роли мастера церемоний и стенд-ап комика. Работа в Катскилле, по словам Бергмана, «была в то время тренировочной площадкой для многих еврейских комиков».
В начале 1930-х годов Берри играл в бесплатных шекспировских пьесах, которые ставились по правительственной стипендии в эпоху Депрессии, а в 1936 году дебютировал на Бродвее в спектакле «Хихикающие лошади».
В 1937 году в возрасте 20 лет Берри проходил прослушивание перед Джоном Хаусманом на роль Марка Антония в постановке Mercury Theater «Юлий Цезарь».. Хотя Берри считал своим «духовным отцом» руководителя театра Орсона Уэллса, именно Хаусман оплатил его уроки исправления речи, чтобы Берри избавился от своего акцента жителя Бронкса. «Ты прекрасный парень, — сказал Хаусман, — но твоя речь ужасна». Берри получил роль в этой постановке и затем сыграл и другие роли. Вскоре он поднялся до должности ассистента Уэллса, что впоследствии увело его от актёрской игры в направлении режиссуры. «Это было похоже на жизнь в центре вулкана творческого вдохновения и ярости, гламурного и захватывающего, полного той театральности, которая кажется утерянной навсегда», — вспоминал он в интервью газете «Нью-Йорк таймс». В 1938 году Хаусман привёз Берри в Голливуд, где тот был ассистентом режиссёра, монтажёром, сорежиссёром и актёром в 40-минутной фарсовой комедии Орсона Уэллса «Слишком много Джонсона» (1938). По словам Бергана, последняя существовавшая копия этого фильма погибла в пожаре в 1970 году в мадридском доме Уэллса.
Берри продолжал совершенствовать своё театральное мастерство, выступая в таких бродвейских спектаклях, как «Выходной башмачника» (1938), «Смерть Дантона» (1938) и «Спой себе на ужин» (1939). Первой существенной ролью Берри на Бродвее стал ведущий расследование репортёр в спектакле «Сын Америки» (англ. Native Son) (1941), который поставил Орсон Уэллс по роману Ричарда Райта. Берри не только играл, но и помогал Уэллсу ставить эту постановку, которая рассказывала о 20-летнем чёрном парне, который убивает белую женщину, после чего подаётся в бега из-за собственной убеждённости в том, что «всепоглощающее чувство превосходства белых существует повсюду».
В 1943 году Берри решил работать в кино, позднее утверждая, что сделал это чисто из-за денег. Он сыграл небольшую роль молодого русского партизана в очень странном фильме «Семена свободы» (1943), который снимался в Нью-Йорке. Это был пропагандистский фильм, который использовал кадры из фильма Сергея Эйзенштейна «Броненосец Потёмкин» (без согласия автора) в качестве флэшбека для современной военной истории.
Перебравшись в Голливуд, Берри был ассистентом режиссёра (и исполнителем эпизодической роли) в фильме нуар Билли Уайлдера «Двойная страховка» (1944).

## Режиссёрская карьера в США в 1946—1951 годы
После того, как Берри прошёл программу обучения на режиссёра на Paramount Pictures, его старый коллега по театру Джон Хаусман дал ему работу режиссёра в своей мелодраме «У мисс Сьюзи Слэгл» (1946), которая рассказывала о пансионе для молодых врачей. Главные роли в фильме исполнили Лилиан Гиш и Вероника Лейк. После этого Берри принял обязанности режиссёра у Гарсона Кэнина, поставив на студии RKO Pictures трогательную мелодраму «Начиная с этого дня» (1946), в которой пара из рабочей среды (Марк Стивенс и Джоан Фонтейн) пытается найти своё место в послевоенной жизни.
Затем последовал малозначимый мюзикл с Бетти Хаттон «Клянусь сердцем» (1946), вскоре после чего Берри был уволен с Paramount за отказ делать фильм «Управление стратегических служб» о шпионской деятельности США во Франции во время Второй мировой войны с Аланом Лэддом в главной роли. Как позднее вспоминал Берри: «Алан Лэдд был большой, большой звездой. Но для меня это ничего не значило». Я сказал: «Я не буду делать этот фильм с Аланом Лэддом». Мне сказали: «Но это парень, которого мы хотим. И они уволили меня. Если честно, я не был очень умён».
В 1948 году на студии Universal Picturesl Берри поставил криминальную мелодраму «Крепость» (1948). По мнению Бергана, это был «слабый музыкальный ремейк» «Алжира» (1938), который в свою очередь был ремейком французского классического фильма «Пепе ле Моко» (1937). В версии Берри главная роль была отдана певцу Тони Мартину, которому было далеко до образов, созданных соответственно Шарлем Буайе и Жаном Габеном в роли вора драгоценностей в бегах.
Свой следующий фильм «Напряжённость» (1949) Берри поставил на студии Metro-Goldwyn-Mayer. Это был фильм нуар, в котором скромный аптекарь (Ричард Бейсхарт) решает жестоко отомстить своей жене (Одри Тоттер) после того, как она уходит к любовнику. Для того чтобы отвезти от себя подозрения в убийстве, аптекарь создаёт себе параллельную жизнь, в которой встречает женщину своей мечты. Когда совершается убийство любовника, подозрение падает на аптекаря, который действительно вынашивал такой план, однако не смог довести его до конца. В итоге детективу с помощью ловкого приёма удаётся доказать, что преступление совершила жена аптекаря. После выхода на экраны журнал Variety отметил, что фильм полностью «оправдывает своё название. Это плотная, насыщенная мелодрама, которая завладевает зрительским вниманием. Сценарий отличают умные реплики и сюжетные ситуации, которые создают условия для очень хорошей игры, а постановка Берри обеспечивает постоянную динамику и представляет актёров в выгодном свете». Современный критик Спенсер Селби назвал картину «первоклассным циничным триллером с убийством», Майкл Кини написал, что это «занимательный фильм категории В», особенно выделив игру Тоттер в роли «любительницы безвкусной мишуры и расчётливой роковой женщины» , Дэвид Хоган заключил, что это «очень грамотный и увлекательный фильм».. По мнению критика, «Берри показал себя как хороший рассказчик», несмотря на то, что «сценарий фильма Аллена Ривкина делает картину немного вялой». По словам Стаффорда, «это напряжённо поставленный шедевр категории В, который содержит одну из самых расчётливых и корыстных роковых женщин» в роли, «которая как будто бы специально написана для Одри Тоттер». Стаффорд считает, что «фильм стал не только великолепной демонстрацией способностей актрисы», но и «классно выполнен во всём остальном — от мастерской режиссуры Джона Берри до атмосферной операторской работы и напряжённой по драматизму музыки». Брюс Эдер полагает, что фильм «смотрится исключительно хорошо в качестве необычного (если не просто очень редкого) для студии MGM фильма в жанре нуар». Главными достоинствами картины, по мнению Эдера, стали «режиссёрская работа Джона Берри и актёрский состав, особенно, игра Бейсхарта в сложной главной роли человека, которого толкают к самому краю».
В 1951 году на студии United Artists вышла, по мнению Бергана, лучшая картина Берри, социальный фильм нуар «Он бежал всю дорогу» (1951). Фильм рассказывает о мелком преступнике (Джоне Гарфилде), который после ограбления, в ходе которого был убит полицейский, скрывается в квартире рабочей семьи, удерживая её членов в качестве заложников. Там у него возникает роман с дочерью хозяина квартиры (Шелли Уинтерс), и они собираются вместе бежать, однако в финале он погибает от рук возлюбленной. После выхода фильма на экраны кинообозреватель Босли Краузер в «Нью-Йорк таймс» посчитал крайне маловероятными представленные в нём события, в частности, отметив, что «этот старательно пугающий фильм поначалу вызывает чувство шока и мрачного возбуждения, но вскоре принимает совершенно надуманный вид, когда выкладывает все свои допущения». Краузер отметил, что «начиная с первой сцены, в которой герой получает резкую пощёчину от собственной ненавидящей его матери, через неудачное ограбление и последующую попытку скрыться, жестокость проявляет себя раз за разом. Сильная постановка Берри построена таким образом, чтобы подчеркнуть шоковую атмосферу, а музыка Франца Ваксмана и звуковые эффекты усиливают соответствующую кокофонию». Как отметил современный историк кино Джефф Стаффорд, «с годами репутация фильма существенно выросла, не только по причине отличной актёрской игры, точному острому диалогу и стильной постановочной работе, но и благодаря атмосферной операторской работе Джеймса Вонга Хау и мрачной музыке Ваксмана». Так, киновед Спенсер Селби назвал картину «мрачным и мощным нуаром, который стал последним фильмом Гарфилда перед его преждевременной смертью», а Майкл Кини оценил его, как «потрясающий фильм с великолепной игрой Гарфилда, которая обозначила конец его слишком короткой карьеры». Сам же Стаффорд охарактеризовал картину как «напряжённый клаустрофобический триллер, который сегодня остаётся относительно безвестным. Фильм является почти идеальным примером жанра со своим обречённым главным героем, неприукрашенной, суровой городской средой и общей бессмысленностью и паранойей происходящего. И во многих смыслах чувство паранойи, которое пронизывает каждый кадр фильма, вполне реально». Как и многие киноведы, Алан Силвер отметил, что «это был первый фильм, в котором использован сюжет о семье, которую в своём собственном доме удерживает опасный преступник. По настроению он сходен с „Часами отчаяния“ (1955) Уильяма Уайлера, но вместо семьи среднего класса, взятой в заложники группой мало вменяемых и жестоких уголовников, сбежавших их тюрьмы, в этом фильме убийца и семья являются выходцами приблизительно из одного социального слоя, что вносит свою интересную неопределённость в их взаимоотношения».

## Включение в чёрный список Голливуда и отъезд во Францию
После начала Гражданской войны в Испании Берри ступил в Коммунистическую партию. В конце 1940-х годов, когда в США наступила эпоха маккартизма, власти начали серьёзную борьбу с коммунистами и сочувствующими им лицами в американском кинематографе. В результате был составлен список из десяти кинематографистов, которым запрещалось работать в Голливуде за отказ разглашать их политическую принадлежность. Чтобы защитить их права, режиссёр Эдвард Дмитрык предложил Берри сделать о жертвах политических преследований документальный фильм. В 1950 году Берри сделал фильм «Голливудская десятка», за что его имя также было включено в Голливудский чёрный список. После этого Дмитрык, чтобы избежать отстранения от работы в Голливуде, назвал имена нескольких кинематографистов, которые состояли в Коммунистической партии, в том числе, назвал имя Джона Берри. Как позднее сказал Берри, «именно Дмитрык нанёс мне удар ниже пояса. Он тот парень, который выдал моё имя Комиссии. Типичный продажный тип. Его поза с курением трубки доводила меня до бешенства». Чтобы избежать дачи показаний перед Комиссией и не называть на слушаниях ничьих имён, Берри бежал во Францию. Как в 1974 году Берри рассказывал в интервью «Нью-Йорк таймс», когда Комиссия, используя имеющиеся показания, начала его допрашивать о том, проходили ли в его голливудском доме собрания предполагаемой коммунистической ячейки — он сказал, что ничего об этом не знает. К концу года, «оказавшись перед выбором: назвать имена или отправиться в тюрьму», Берри собрал вещи и, нищий, переехал в Париж, оставив жену Глэдис Коул и двух маленьких детей. Позже они присоединились к нему, но позднее их брак распался.

## Продолжение кинокарьеры во Франции в 1951—1964 годы
Как пишет Ральф Блументаль, Берри прибыл в Париж с 800 долларами и существовал за счёт сценариев, которые писал как писатель-призрак, а также закончил постановку комедии Анри Лавореля «Это случилось в Париже» (1952). Как вспоминал Берри, в какой-то момент у него оставалось всего 28 центов. По словам Бергана, «хотя он приехал, не зная ни слова по-французски, а его голливудская карьера была в руинах, постепенно Берри снова начал работать», поставив две коммерчески успешные криминальные мелодрамы с Эдди Константином — «Задай им жару» (1955) и «Я сентиментален» (1955), которые стали большими хитами во Франции.
Он также начал работать в Лондоне в качестве театрального режиссёра. После франко-испанской комедии с Фернанделем «Дон Хуан» (1956), съёмки которой проходили в Мадриде, Берри поставил историческую приключенческую драму по рассказу Проспера Мериме «Таманго» (1958), которая рассказывала о восстании чёрных рабов на корабле, перевозящем их на Кубу. По словам Бергана, это было «захватывающее приключение с Дороти Дэндридж и Курдом Юргенсом в главных ролях, которое опередило своё время в своём подходе к теме борьбы за освобождение чернокожих». Как отметила кинообозреватель Мирна Оливер, этот был первый фильм Берри, показанный в США после его отъезда во Францию, став «самой успешной работой Берри в финансовом плане, как в английской, так и во французской версиях».
Как вспоминал Берри о годах, проведённых во Франции: «Люди часто спрашивают меня, горько ли мне о тех днях, и я должен признать, что сожалею о некоторых из них. Но горизонт моей жизни стал бесконечным; я встречал людей, сталкивался с культурой, которую иначе никогда бы не узнал, с культурой, которую я глубоко узнал, потому что должен был выжить в ней».

## Продолжение театральной и кинематографической карьеры в США
В 1964 году Берри вернулся в США, поставив по книгам южноафриканского писателя Атола Фугарда небродвейские спектакли «Кровавый узел» по о чёрном и белом братьях, а также спектакль «Босман и Лена», после чего его творчество стали связывать с «чёрной темой». В 1964 году Берри поставил в Нью-Йорке два эпизода телесериала «Ист-Спйд/Вест-Сайд» (1964), эпизод сериала «Мистер Бродвей», а также два эпизода сериала «Морской путь» (1965—1966). Берри также поставил на Бродвее такие спектакли, как «Когда первый заснёт, свисти» (1966), «Белые»(1970), «Самоубийство из любви у бараков Шофельда»(1972) «Горнило» (1972) и руководил постановкой спектакля «Доктор Джаз» (1975).
В 1966 году Берри поставил в Индии семейный приключенческий фильм «Майя» (1966) о мальчике, сбежавшем от родителей в джунгли. Затем он снова отправился во Францию для постановки криминальной комедии с Эдди Константином «Необузданный» (1968).
Романтическая комедия «Клодин» (1974) обозначила возвращение Берри в Голливуд после более чем 20 лет отсутствия. Фильм рассказывал о женщине (Дайан Кэрролл), которая пытается выжить со своими шестью детьми в чёрном гетто Гарлема 1970-х годов. За исполнение главной роли в этом фильме Кэрролл была номинирована на «Оскар». Несмотря на коммерческий успех и успех у критики, Берри было по-прежнему трудно получать фильмы, которые он хотел делать.
В 1977 году Берри поставил романтическую комедию «Воры» (1977), а год спустя — семейную спортивную комедию с Тони Кёртисом «Скандальные „медведи“ едут в Японию» (1978). Этот фильм о детской бейсбольной команде финансировал Японский совет по туризму. Как прямо сказал Берри, он взялся за эту работу, потому что остро нуждался в деньгах.
Начиная с 1978 года, Берри поставил также несколько телефильмов — детектив «Воробей» (1978), фэнтези-мелодраму «Ангел на моём плече» (1980) с Барбарой Херши, семейную мелодраму «Сестра, сестра» (1982) снова с Кэрролл, а также спортивный телефильм «Медовый мальчик» (1986).
Вернувшись во Францию, Берри поставил мелодраму «Поездка в Пимполь» (1985), где в главной роли сыграла его жена-француженка Мириам Бойе, а также полицейский фильм «Плохой расклад» (1987) со своим пасынком Кловисом Корнеаллаком в главной роли. Берри продолжал жить в Париже, сыграв в фильмах своих друзей «Около полуночи» (1986) у Бертрана Тавернье и «Влюблённый мужчина» (1987) Дианы Кюрис.
Свой последний фильм Берри поставил в Советском Союзе. Это была драма «Пленник Земли» (1991), о двух людях, американце (Сэм Уотерстон) и русском (Александр Потапов), «разделённых языком, культурой и идеологией, которые должны держаться вместе, чтобы выжить в ужасающем арктическом холоде». 73-летний Барри лично ездил со своим менее выносливым актёрским составом (съёмки были прерваны, когда у 49-летнего Потапова случился инфаркт) и группой на промёрзшее море Лаптевых в Сибири для съёмок нужного ему белого света. Фильм был хорошо принят на кинофестивалях в Теллурайде, Париже и Каннах. Как заявил Берри корреспонденту Newsday во время презентации фильма в Каннах, «я бы не променял свою жизнь ни на что. Я был удивительно благословенным человеком, несмотря на все,… что я пережил».
В конце жизни Берри вернулся к пьесе 1969 года южноафриканского автора Атола Фугарда, которую он ставил в Нью-Йорке ещё в 1970 году. Берри всегда гордился тем, что был одним из первых за пределами Африки, кто режиссировал работу этого драматурга, выступавшего против апартеида. Берри считал эту работу «одной из самых ярких, полностью реализованных театральных постановок, которые я когда-либо делал». Речь в фильме идёт о паре изгоев, так называемых «цветных» (Дэнни Гловер и Анджела Бассетт), которые считались не белыми и не чёрными и были вынуждены блуждать по унылому ландшафту. Берри успел закончить монтаж этого фильма, но не дожил до его премьеры.

## Оценка творчества
Как написал кинообозреватель «Нью-Йорк таймс» Ральф Блюменталь, «Джон Берри был театральным и кинорежиссёром, сценаристом и актёром, который сделал более 50 фильмов и был внесён в чёрный список, отправившись в добровольную ссылку из Голливуда во время антикоммунистических расследований 1950-х годов».
За свою карьеру, охватившую более 60 лет, Берри работал со многими звёздами эпохи, включая Орсона Уэллса, Пола Муни, Джоан Фонтейн, Джона Гарфилда, Шелли Уинтерс, Фернанделя, Жан-Поля Сартра, Джона Хаусмана, Лилиан Гиш, Курда Юргенса и Дороти Дэндридж.
В 1937 году Берри появился в театральной постановке Уэллса «Юлий Цезарь», сыграл репортёра в бродвейской постановке по роману Ричарда Райта «Сын Америки» (1942). В кино он, в частности, снял Гарфилда и Уинтерс в нуаровом триллере «Он бежал всю дорогу» (1951). Мирна Оливер также выделяет в карьере Берри постановку классического фильма нуар «Он бежал всю дорогу».
В некрологе в газете «Филадельфия инкуайрер» отмечалось, что в период пребывания во Франции Берри «был своего рода культовой фигурой среди французских поклонников кино». Во Франции Берри написал и поставил драму «Таманго» (1957), в котором Курд Юргенс и Дэндридж «были парой межрасовых любовников, что для того времени было вызывающим».
Как далее пишет Блументаль, «работа Берри, что неудивительно, привлекла как хвалу, так и хулу, но его самое трудное испытание началось в 1950 году после того, как он согласился снять короткометражный фильм о Голливудской десятке, группе ведущих кинематографистов, которые отказались сотрудничать с расследованием Комитета по антиамериканской деятельности Палаты представителей о предполагаемом коммунистическом проникновении в кинобизнесе».
В фильме Ирвина Уинклера Виновен по подозрению" (1991) ключевым персонажем является отважный режиссёр (его сыграл Роберт де Ниро), «который не способен осознать всю серьёзность антикоммунистической охоты на ведьм». Как полагает Мирна Оливер, прототипом этого режиссёра послужил Джон Берри.

## Личная жизнь
Джон Берри был женат дважды. В 1940 году он женился на Глэдис Коул, которая родила ему двоих детей. Этот брак закончился разводом.
С 1975 года и до своей смерти в 1999 году Берри был женат на актрисе Мириам Бойе, в браке с которой родился один ребёнок.
У Берри осталась жена, два сына Деннис и Арни, а также дочь Джен. Его сын Деннис Берри (1944—2021) стал заметным сценаристом и режиссёром. В разное время Деннис был женат на популярных актрисах Джин Сиберг и Анне Карине.
Как пишет Берган, до глубокой старости у Берри был вид драчливого еврейского мальчишки из Бронкса. В конце жизни Берри писал автобиографию под рабочим названием «Из окна» (англ. Out Of The Window). Такое название он выбрал в память об эпизоде 1950 года, когда он в буквальном смысле бежал через окно от агентов ФБР, которые пытались вручить ему повестку на заседание Комиссии по расследованию антиамериканской деятельности.

## Смерть
Джон Берри умер 29 ноября 1999 года в Париже в своём доме в возрасте 82 лет от плеврита.

## Фильмография
| Год       | Название                            | Оригинальное название          | Фильм / телесериал               | В каком качестве участвовал              |
| --------- | ----------------------------------- | ------------------------------ | -------------------------------- | ---------------------------------------- |
| 1938      | Слишком много Джонсона              | Too Much Johnson               | фильм                            | актёр, сопродюсер, ассистент режиссёра   |
| 1939      | Зелёная богиня                      | The Green Goddess              | короткометражка                  | актёр                                    |
| 1943      | Семена свободы                      | Seeds of Freedom               | фильм                            | актёр                                    |
| 1944      | Двойная страховка                   | Double Indemnity               | фильм                            | актёр (в титрах не указан)               |
| 1945      | Вторник в ноябре                    | Tuesday in November            | документальный, короткометражка  | режиссёр                                 |
| 1946      | У мисс Сьюзи Слагл                  | Miss Susie Slagle’s            | фильм                            | режиссёр                                 |
| 1946      | Клянусь всем сердцем                | Cross My Heart                 | фильм                            | режиссёр                                 |
| 1946      | Начиная с этого дня                 | From This Day Forward          | фильм                            | режиссёр                                 |
| 1948      | Крепость                            | Casbah                         | фильм                            | режиссёр                                 |
| 1949      | Напряженность                       | Tension                        | фильм                            | режиссёр, сценарист (в титрах не указан) |
| 1949      | Пленница                            | Caught                         | фильм                            | ассистент режиссёра (в титрах не указан) |
| 1950      | Голливудская десятка                | The Hollywood Ten              | документальный, короткометражный | режиссёр, сценарист                      |
| 1951      | Он бежал всю дорогу                 | He Ran All the Way             | фильм                            | режиссёр                                 |
| 1951      | Утопия                              | Atoll K                        | фильм                            | режиссёр (в титрах не указан)            |
| 1952      | Это случилось в Париже              | C’est arrivé à Paris           | фильм                            | режиссёр (в титрах не указан)            |
| 1953      | Приключение в Париже                | Aventure à Paris               | короткометражка                  | режиссёр                                 |
| 1955      | Задай им жару                       | Ça va barder                   | фильм                            | режиссёр, сценарист, актёр               |
| 1955      | Я сентиментален                     | Je suis un sentimental         | фильм                            | режиссёр, сценарист                      |
| 1956      | Дон Жуан                            | Don Juan                       | фильм                            | режиссёр, сценарист                      |
| 1956      | Мой дядя Хасинто                    | Mi tío Jacinto                 | фильм                            | актёр                                    |
| 1958      | Таманго                             | Tamango                        | фильм                            | режиссёр, сценарист                      |
| 1959      | О, что за мамбо!                    | Oh! Qué mambo                  | фильм                            | режиссёр                                 |
| 1964 -    | Восток/Запад                        | East Side/West Side            | телесериал, 2 эпизода            | режиссёр                                 |
| 1964      | Мистер Бродвей                      | Mr. Broadway                   | телесериал, 1 эпизод             | режиссёр                                 |
| 1965-1966 | Морской путь                        | Seaway                         | телесериал, 2 эпизода            | режиссёр                                 |
| 1966      | Майя                                | Maya                           | фильм                            | режиссёр                                 |
| 1968      | Все вдребезги                       | À tout casser                  | фильм                            | режиссёр, сценарист                      |
| 1974      | Клодин                              | Claudine                       | фильм                            | режиссёр                                 |
| 1976      | Он хотел жить                       | F… comme Fairbanks -           | фильм                            | актёр                                    |
| 1977      | Воришки                             | Thieves                        | фильм                            | режиссёр                                 |
| 1978      | Скандальные «медведи» едут в Японию | The Bad News Bears Go to Japan | фильм                            | режиссёр                                 |
| 1978      | Воробей                             | Sparrow                        | телефильм                        | режиссёр                                 |
| 1980      | Ангел на моём плече                 | Angel on My Shoulder           | телефильм                        | режиссёр                                 |
| 1982      | Медовый мальчик                     | Honeyboy                       | телефильм                        | режиссёр, сценарист, продюсер            |
| 1982      | Сестра, сестра                      | Sister, Sister                 | телефильм                        | режиссёр, продюсер                       |
| 1985      | Поездка в Пимполь                   | Le voyage à Paimpol            | фильм                            | режиссёр, сценарист                      |
| 1986      | Около полуночи                      | Round Midnight                 | фильм                            | актёр                                    |
| 1986      | Золотые восьмидесятые               | Golden Eighties                | фильм                            | актёр                                    |
| 1987      | Влюблённый мужчина                  | Un homme amoureux              | фильм                            | актёр                                    |
| 1988      | Плохой расклад                      | Il y a maldonne                | фильм                            | режиссёр, сценарист, продюсер            |
| 1989      | Не совсем белый                     | Blancs cassés                  | фильм                            | актёр                                    |
| 1990      | Пленник земли                       | A Captive in the Land          | фильм                            | режиссёр, сценарист, продюсер            |
| 1990      | Чиллеры                             | Chillers                       | телесериал, 1 эпизод             | режиссёр, сценарист                      |
| 1995      | Пыль в глаза                        | ILa poudre aux yeux            | фильм                            | актёр                                    |
| 1997      | Призраки                            | Hantises                       | фильм                            | актёр                                    |
| 2000      | Босман и Лена                       | Boesman and Lena               | фильм                            | режиссёр, сценарист                      |
| 2000      | Она и он на 14-м этаже              | Elle et lui au 14ème étage     | фильм                            | актёр                                    |